# Góry Seș
Góry Seș (542.41; t. góry Plopiș, węg. Réz-hegység) – pasmo górskie w Karpatach, na granicy Gór Zachodniorumuńskich i Równiny Satmarsko-Berehowskiej. Leży w zachodniej Rumunii (w Siedmiogrodzie). 
Góry Seș stanowią pierwsze od północy spośród czterech pasm górskich odgałęziających się na północny zachód od Masywu Biharu. Na północnym wschodzie opada w rozległą kotlinę Șimleu, na południowym zachodzie opada w wąską kotlinę Vad. Od Masywu Biharu dzieli je górny odcinek doliny Szybkiego Kereszu. Najwyższy szczyt – Măgura Mare, 918 m n.p.m., na południowym skraju pasma. 
Góry Seș są zbudowane z łupków krystalicznych i gnejsów. Są porośnięte lasami olchowymi i bukowymi. 